# Rubén Adorno
Rubén Adorno Meléndez (Corozal, 3 agosto 1941) è un ex cestista portoricano.

## Carriera
Con Porto Rico ha disputato due edizioni dei Giochi olimpici (Tokyo 1964, Città del Messico 1968).